# RNA-processing
Wanneer bij de transcriptie een gedeelte van het DNA (een gen) overgeschreven wordt tot pre-mRNA, wordt dit pre-mRNA bewerkt tot mRNA. Dit wordt RNA-processing genoemd. Hierbij wordt het pre-mRNA-molecuul 'aangekleed'. RNA-processing komt vooral voor bij eukaryoten, hetgeen te maken heeft met de mogelijkheid tot recombinatie.
Tijdens het begin van de transcriptie, wanneer het pre-mRNA-molecuul ongeveer 25 nucleotiden lang is, krijgt de 'kop' van het molecuul een 'hoed': de zogenaamde 5'-methyl-cap, waaraan zich het eiwitcomplex CBC (cap-binding complex) bindt. Bijzonder aan deze cap is dat de cap 5'-5'gebonden is. Door dit verschijnsel is het onmogelijk dat er nog een andere nucleotideketen aan de cap wordt gezet (dit komt door de methylering).
Aan het einde van de transcriptie krijgt het molecuul een staart: de poly-A-staart. Deze staart wordt gemaakt door het enzym PAP: poly-A-polymerase. Aan deze staart binden zich PABP-eiwitten: poly-A-bindende proteïnen. 
De kop en de staart hebben verschillende functies:
- 'begin'  en 'eind'  van het molecuul kunnen worden onderscheiden: het molecuul kan dan in de juiste richting worden getransleerd.
- controle of het molecuul af is.
- herkenning door het nuclear pore complex (kernporie) voor transport uit de celkern.
- verhogen stabiliteit mRNA.
- gevormde mRNA kan alleen maar worden gelezen met cap.

De rest van het molecuul krijgt ook een 'jas' van eiwitten. Deze eiwitten dienen niet alleen ter bescherming en herkenning, maar kunnen het pre-mRNA-molecuul ingrijpend veranderen, onder andere door het proces van splicing. Hierbij worden exons en introns van elkaar gescheiden. De exons worden vervolgens weer aan elkaar 'geplakt'. Het aan elkaar plakken van exons hoeft niet in dezelfde volgorde te gebeuren zoals ze gerangschikt zaten in het pre-mRna. De exons verlaten vervolgens als mRna de kern voor translatie.
Processing, en met name splicing heeft een groot evolutionair doel. Door splicing kan een groter aantal exonen tot uiting komen in het fenotype, hetgeen kan leiden tot een snellere evolutie.